# جويل بروف
جويل بروف هي لاعب هوكي الحقل كندية، ولدت في 9 فبراير 1968.

## وصلات خارجية
- جويل بروف على موقع الاتحاد الدولي للهوكي (الإنجليزية)
- جويل بروف على موقع اللجنة الأولمبية الدولية (الإنجليزية)
- جويل بروف على موقع أوليمبيديا (الإنجليزية)
- جويل بروف على موقع اللجنة الأولمبية الكندية (الإنجليزية)